# Copa Santa Marta
La Copa Santa Marta fue un torneo organizado por la Ilustre Municipalidad de Talagante y disputado el 11 de junio de   2008 en el Estadio Municipal Lucas Pacheco Toro, perteneciente a la comuna de Talagante, provincia homónima, Región Metropolitana de Santiago, Chile. Los participantes fueron Provincial Talagante, que actualmente milita en Tercera B de Chile, y Universidad Católica, uno de los equipos grandes de la Primera División. La disputa del trofeo fue anunciada en el sitio oficial del municipio de dicha localidad.
Universidad Católica impuso su mayor jerarquía desde el inicio y ya a la media hora ganaba 2:0 gracias a anotaciones de Julio Gutiérrez a los 5´y 27`. Pese a las ganas del cuadro local, Católica fue contundente en el marcador, que terminó a su favor por 5:0.
Al término del partido, Iván Vásquez, capitán de Universidad Católica en este encuentro, recibió la copa de manos del presidente de Provincial Talagante, David Amestica.
| 11 de junio de 2008 | Provincial Talagante | 0:5 (0:4) | Universidad Católica                                                 | Estadio Municipal Lucas Pacheco Toro, Santiago de Chile |                                |
|                     |                      |           | Gutiérrez 5' · Gutiérrez 27' · Silva 35' · Valenzuela 43' · s/i s/i' | Asistencia: 2.000 espectadores                          | Asistencia: 2.000 espectadores |

| Campeón Universidad Católica |